# 泽瓦科
泽瓦科（法語：Zévaco，法語發音：[zevako]）是法国南科西嘉省的一个市镇，属于阿雅克肖区。

## 地理
泽瓦科（41°53'33"N, 9°2'58"E）面积10.04 平方千米，位于法国南科西嘉省，该省份位于科西嘉南部，后者为地中海西部的一座岛屿，也是法国的一个单一领土集体，位于法国大陆部分的东南面，意大利半島的西面，最临近的地块是撒丁岛。
与泽瓦科接壤的市镇（或旧市镇、城区）包括：科拉诺、弗拉塞托、吉泰拉莱班。

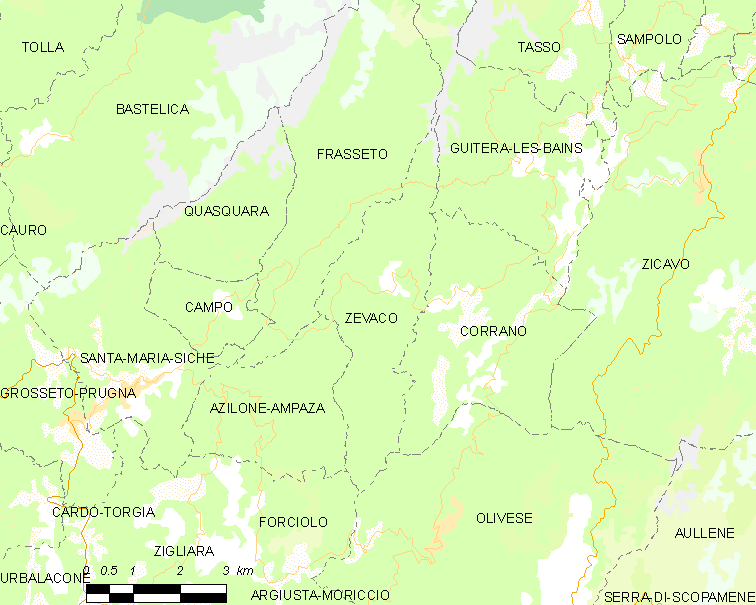
泽瓦科的OSM定位图

泽瓦科的时区为UTC+01:00、UTC+02:00（夏令时）。

## 行政
泽瓦科的邮政编码为20173，INSEE市镇编码为2A358。

## 政治
泽瓦科所属的省级选区为塔拉沃-奥尔纳诺县。

## 人口

1962-2008年间泽瓦科人口变化图示

泽瓦科于2022年1月1日时的人口数量为51人。